# 江苏省海州高级中学
江苏省海州高级中学為位於江苏省连云港市的一所中學，始建于1906年，前身为清朝的「石室书院」。学校1980年被省确认为首批省重点中学，1990年被确认为首批省合格重点中学，2000年通过验收为国家级示范高中。2000年6月合并原「连云港市蔷薇中学」，同年9月开始初高中分离，成立「海州中学分校」，后更名为「连云港市海州实验中学」。2001年3月经省教育厅批准，连云港市海州中学更名为「江苏省海州高级中学」。2003年底顺利转评为省四星级学校。2005年9月被连云港市人民政府评为市首批名校。